# Молочай досонячний
Молоча́й досо́нячний, молочай соняшний, молочай сонячний (Euphorbia helioscopia L.) — вид квіткових рослин родини молочайні (Euphorbiaceae). Етимологія: дав.-гр. ἥλιος — «сонце», σκοπέω — «дивитися, розглядати».

## Біоморфологічна характеристика
Однорічна (зазвичай) або дворічна трав'яниста рослина, заввишки 10–40(50) сантиметрів. Циліндричні, прямостійні чи висхідні, безволосі чи слабо волосисті, розгалужені до вершини, 3–5(7) мм завтовшки стебла несуть неправильно-яйцеподібні листки, довжиною 1–3.5 см. Суцвіття —складне й зонтикоподібне, зазвичай досить компактне. Квітки дрібні, жовто-зелені. Весь період вегетації триває приблизно з березня по листопад, пора розквіту — з квітня по жовтень. Коробочка 2.5–3 × 3–4.5 мм. Насіння яйцювате, темно-коричневе, сітчасто-ямчасте, ≈ 2 × 1.5 мм. 2n=42.

## Поширення
Країни зростання: Північна Африка: Алжир; Єгипет; Лівія; Марокко; Туніс. Кавказ: Вірменія; Азербайджан; Грузія; Росія — Дагестан, Передкавказзя, європейська частина. Азія: Оман; Саудівська Аравія; Ємен; Китай; Японія; Корея; Тайвань; Таджикистан; Туркменістан; Узбекистан; Кіпр; Іран; Ірак; Ізраїль; Йорданія; Ліван; Сирія; Туреччина; Індія; Пакистан; В'єтнам. Європа: Білорусь; Естонія; Латвія; Литва; Молдова; Україна; Австрія; Бельгія; Чехословаччина; Німеччина; Угорщина; Нідерланди; Польща; Швейцарія; Данія; Фінляндія; Ірландія; Норвегія; Швеція; Об'єднане Королівство; Албанія; Болгарія; Колишньої Югославії; Греція; Італія; Румунія; Франція; Португалія [вкл. Мадейра]; Гібралтар; Іспанія [вкл. Канарські острови]. Натуралізований у деяких інших країнах. Росте на пустирях і узбіччях. Вимагає легких ґрунтів, де багато світла і мало вологи.
В Україні вид зростає на засмічених відкритих місцях, уздовж доріг, на городах, рідше на полях — у лісових та лісостепових районах (рідко на Лівобережжі) та Криму

## Використання
Сік отруйний, як свіжі, так і висушений. Його екстракт використовується у фармацевтичній промисловості.

## Галерея

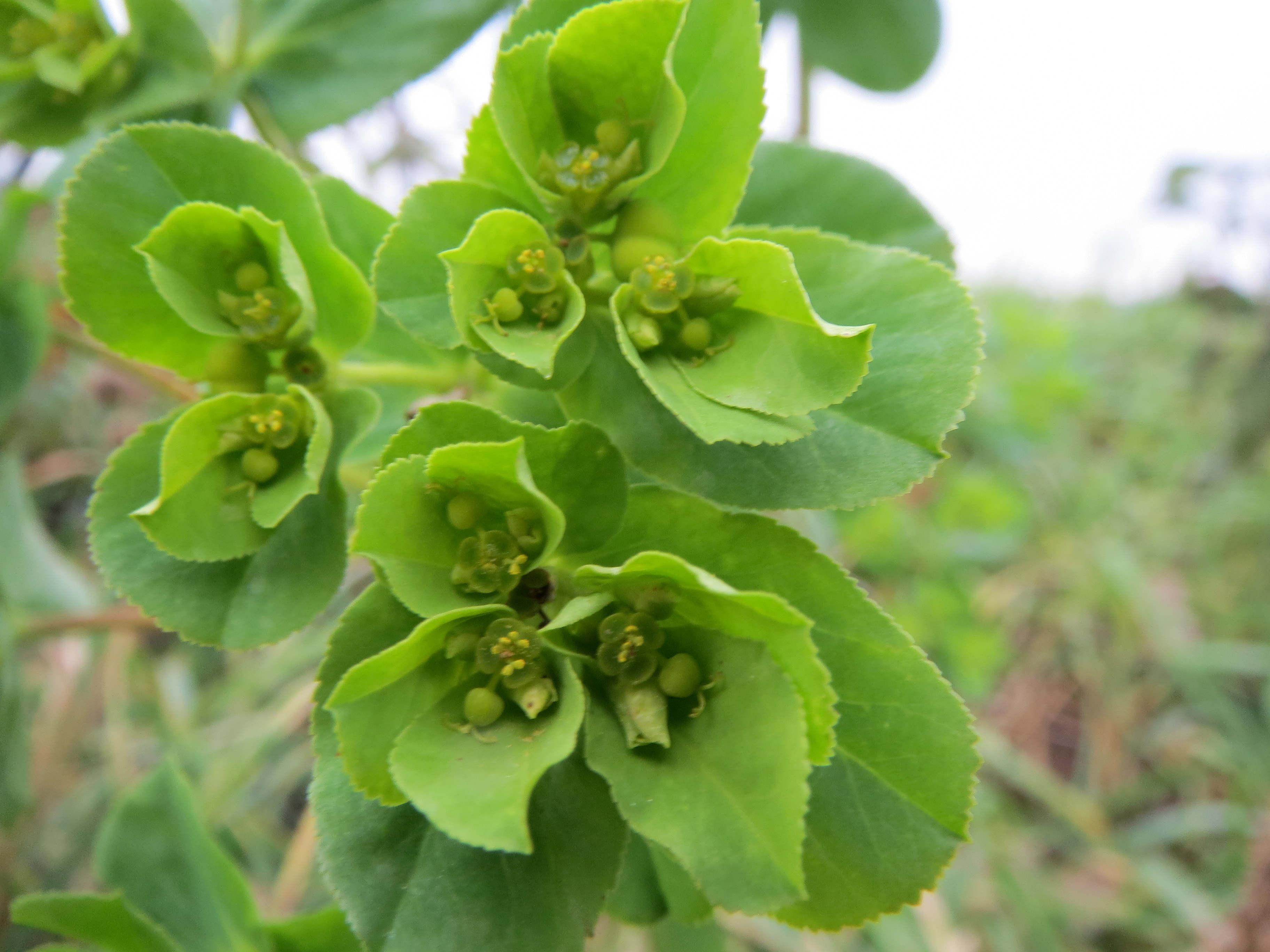
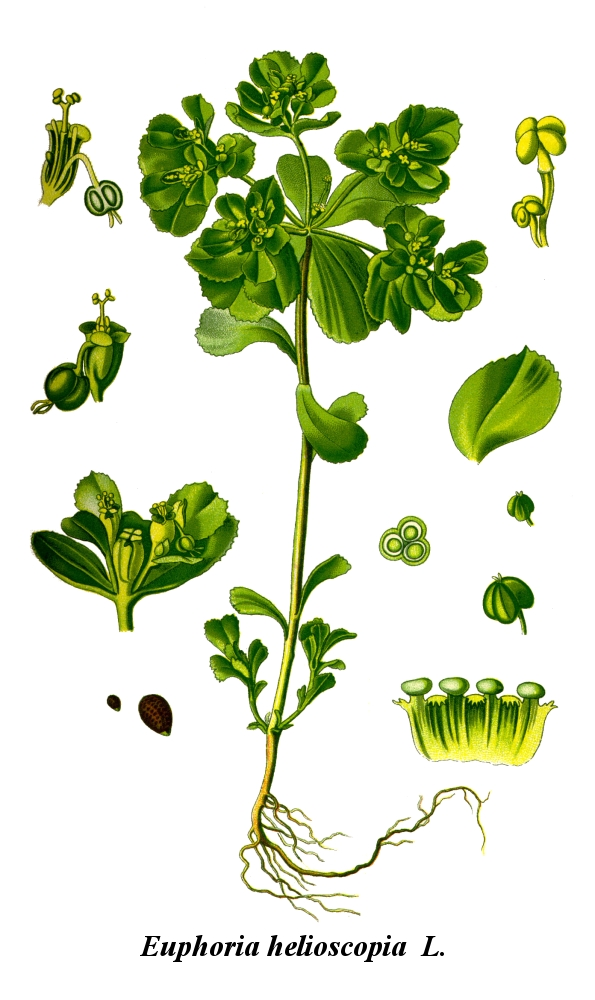